# Indoribates brevisetus
Indoribates brevisetus är en kvalsterart som först beskrevs av Balogh 1970.  Indoribates brevisetus ingår i släktet Indoribates och familjen Haplozetidae. Inga underarter finns listade i Catalogue of Life.